# Anton Mario Lanza
Anton Mario Lanza (Palermo, 12 marzo 1899 – Milano, 25 marzo 1964) è stato uno scacchista italiano.

## Attività scacchistica
Attivo a Milano (1915-17; 1919; 1920-21; 17-10-1922; 1931; 1935-41; 1948), a Modena (1917), Varese (18-20 settembre); Genova (ottobre 1922), Torino (ottobre 1922), Napoli (30 aprile 1923) e Palermo (1917-18; 1920-24). Giocatore per corrispondenza (1919-22) e a tavolino di 1ª categoria (1932), Maestro ad honorem (1951). Solutore di problemi, vincitore della gara di soluzione 1916, sezione «C». Collaboratore de L'Eco degli Scacchi (1916), de «L'Alfiere di Re» (1921-24) e de «L'Italia Scacchistica» (1917-20; 1931). 
Redattore della colonna scacchistica sul giornale milanese «In Tramway» (1916-17; settembre 1919). Socio (1919), vicesegretario (1920-21) e bibliotecario (1920) della «Società Scacchistica Milanese». Presidente del circolo «Gli Amici di Caissa» (1921-24). Direttore tecnico provinciale per Milano (1935). Consigliere della FSI (1920; 1922-23). Redattore di una Enciclopedia (già in preparazione dal 1917 e completata nel 1921 nella sua prima stesura) che doveva esser pubblicata nel 1922 dalla casa editrice scacchistica «L'Alfiere di Re» e rimase tuttavia manoscritta, tranne per la lettera «A».